# Церква Покрови Пресвятої Богородиці (Кам'янська)
Церква Покрови Пресвятої Богородиці  (рос. Церковь Покрова Пресвятой Богородицы) — колишній православний храм у станиці Кам'янська Області Війська Донського (нині місто Кам'янськ-Шахтинський, Ростовська область).
Адреса:
```
місто 
Кам'янськ-Шахтинський
,
просп. Карла Маркса, 18А.
```

## Історія
Першою церквою станиці Кам'янська, коли вона знаходилася на лівому березі Сіверського Дінця, була дерев'яна церква Покрови Пресвятої Богородиці, нині тут розташований хутір Стара Станиця. Храм побудований у 1740 році, а в 1745 році згорів під час пожежі. 
Друга будівля церкви, яка також побудована з дерева, закладена 22 березня 1747 року. У наступному році храм побудований і освячений. У 1787 році на його місці закладена кам'яна Покровська церква з приділом Миколи Чудотворця, яка була освячена 18 липня 1792 року. 

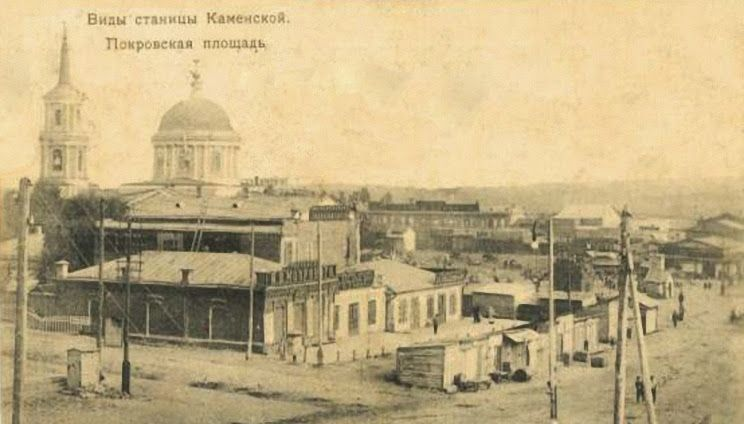
Покровська площа і церква

 Стара ж дерев'яна церква 1795 року викуплена полковником Іваном Петровичем Скасирським і перевезена в слободу Скасирську (нині станиця Скосирська).
У 1817 році, коли станиця Кам'янська була перенесена на правий берег (де нині знаходиться місто Кам'янськ-Шахтинський), Покровська церква, як і багато інших старих споруд, була розібрана, а будівельний матеріал був використаний при створенні нової Свято-Покровської церкви з боковими вівтарями на честь Вознесіння Господнього і в ім'я Миколи Чудотворця, освячення якої відбулося в 1829 році.
Храм знаходився в районі нинішньої школи № 2. Був знесений 1934 року.
У 2003 році в місті (у сквері Щаденко) побудована нова цегляна церква, також названа іменем Покрови Пресвятої Богородиці.